# Lista de filmes com temática LGBT de 1974
Esta é uma lista de filmes que contém personagens e/ou temática lésbica, gay, bissexual, ou transgênera lançados em 1974.
| Título                                                | Diretor                          | País                              | Gênero                              | Elenco | Anotações |
| ----------------------------------------------------- | -------------------------------- | --------------------------------- | ----------------------------------- | --- | --- |
| 1 Berlin-Harlem                                       | Lothar Lambert, Wolfram Zobus    | Alemanha Ocidental                | Drama                               | Hansi Jochmann, Ortrud Beginnen, Ingrid Caven, Peter Chatel, Rainer Werner Fassbinder                          | Um soldado negro abandona o exército e se muda para Berlim, se tornando objeto sexual e alvo de racismo                            |
| 125 Rooms of Comfort                                  | Patrick Loubert                  | Canadá                            | Drama                               | Tim Henry, Jackie Burroughs, Robert Warner, Robert Silverman, Les Barker, Sean Sullivan                        | trad. 125 Quartos de Conforto Após a morte de seu pai, um roqueiro gay sai do hospício para herdar o hotel da família              |
| Adam & Yves                                           | Peter de Rome                    | EUA                               | Erótico                             | Michael Hardwick, Marcus Giovanni, Kirk Luna, Bill Eld, Jack Deveau, Charles Pooney                            | |
| O Amuleto de Ogum                                     | Nelson Pereira dos Santos        | Brasil                            | Drama                               | Ney Santanna, Anecy Rocha, Joffre Soares, Jards Macalé                                                         | [ 3 ] |
| Gli Assassini Sono Nostri Ospiti                      | Vincenzo Rigo                    | Itália                            | Suspense, Romance, Crime            | Anthony Steffen, Margaret Lee, Luigi Pistilli, Gianni Dei, Livia Cerini, Giuseppe Castellano                   | Quando um deles é ferido em um assalto, três jovens se escondem em uma casa isolada                                                |
| L'assassino ha riservato nove poltrone                | Giuseppe Bennati                 | Itália                            | Suspense                            | Rosanna Schiaffino, Chris Avram, Eva Czemerys, Lucretia Love, Paola Senatore, Gaetano Russo                    | trad. O Assasino Reservou Nove Poltronas.                                                                                          |
| Black Eye                                             | Jack Arnold                      | EUA                               | Ação, Crime                         | Fred Williamson, Rosemary Forsyth, Teresa Graves, Floy Dean, Richard Anderson, Cyril Delevanti                 | [ 6 ] |
| Blood for Dracula                                     | Paul Morrissey                   | Itália, França                    | Terror                              | Udo Kier, Joe Dallesandro, Vittorio De Sica, Maxime McKendry, Arno Juerging, Milena Vukotić                    | Um Drácula doente viaja para a Itália a procura de sangue de virgens                                                               |
| Boquitas Pintadas                                     | Leopoldo Torre Nilsson           | Argentina                         | Drama, Romance                      | Alfredo Alcón, Marta Yolanda González, Luisina Brando, Raúl Lavié, Leonor Manso, Isabel Pisano                 | Baseado no romance homônimo de Manuel Puig                                                                                         |
| Born Innocent                                         | Donald Wrye                      | EUA                               | Drama                               | Linda Blair, Richard Jaeckel, Kim Hunter                                                                       | Filme feito para televisão |
| Bring Me the Head of Alfredo Garcia                   | Sam Peckinpah                    | EUA, México                       | Ação, Comédia                       | Warren Oates, Isela Vega, Robert Webber, Gig Young, Helmut Dantine                                             | |
| Butley                                                | Harold Pinter                    | EUA, Reino Unido                  | Drama                               | Alan Bates, Jessica Tandy, Richard O'Callaghan                                                                 | Roteirizado por Simon Gray, baseado em sua peça homônima.                                                                          |
| Caged Heat                                            | Jonathan Demme                   | EUA                               | Comédia                             | Juanita Brown, Roberta Collins, Erica Gavin, Ella Reid, Cheryl Smith, Warren Miller                            | Possui um casal inter-racial de lésbicas                                                                                           |
| Les Couples du Bois de Boulogne                       | Christian Gion                   | França                            | Comédia, Erótico                    | Philippe Gasté, Anne Libert, Pierre Danny, Julia Tomas, Fernand Berset, Nanette Corey                          | [ 12 ] |
| Drive                                                 | Jack Deveau                      | EUA                               | Erótico                             | Christopher Rage, Kirk Luna, Sydney Soons, Peter De Rome                                                       | A maior produção de pornô gay da época, e talvez de todos os tempos                                                                |
| Dyketactics                                           | Barbara Hammer                   | EUA                               | Curta, Experimental                 | Barbara Hammer                                                                                                 | Sobre um casal de lésbicas |
| Emmanuelle                                            | Just Jaeckin                     | França                            | Erótico                             | Sylvia Kristel, Daniel Sarky, Alain Cuny, Marika Verde, Jeanne Colletin, Christine Boisson                     | |
| Feasting with Panthers                                | Adrian Hall, Rick Hauser         | EUA                               | Biográfico                          | Robert Black, Robert J. Colonna, Timothy Crowe, William Damkoehler, James Eichelberger, Richard Jenkins        | Segue os cinco anos de trabalho forçado de Oscar Wilde depois de ser condenado por sodomia                                         |
| Female Trouble                                        | John Waters                      | EUA                               | Comédia, Terror                     | Divine, David Lochary, Mary Vivian Pearce, Mink Stole, Hilary Taylor, Edith Massey                             | trad. Problemas Femininos Mostra a progressão de uma mulher de estudante mimada até assassina em massa                             |
| Il fiore delle mille e una notte                      | Pier Paolo Pasolini              | Itália                            | Drama, Fantasia, Erótico            | Ninetto Davoli, Franco Citti, Franco Merli, Tessa Bouché, Ines Pellegrini, Margareth Clementi                  | trad. As Mil e Uma Noites Baseado na coleção de contos, As Mil e Uma Noites                                                        |
| Fire Island                                           | Derek Jarman                     | Reino Unido                       | Curta                               | | Um homem caminha pelas praias de Fire Island                                                                                       |
| Flesh Gordon                                          | Michael Benveniste, Howard Ziehm | EUA                               | Comédia, Ficção Científica, Erótico | Jason Williams, Suzanne Fields, Joseph Hudgins, William Dennis Hunt, Candy Samples, John Hoyt                  | Paródia sexual de Flash Gordon |
| Freedom Day Parade                                    | Wakefield Poole                  | EUA                               | Curta, Documentário                 | | Mostra a Marcha do Orgulho de São Francisco de 1974                                                                                |
| Gelekaki                                              | Iris Zahmanidi                   | Grécia                            | Curta                               | Dora Stylianidi                                                                                                | [ 21 ] |
| Girl                                                  | Peter Gill                       | Reino Unido                       | Curta, Drama                        | Myra Frances, Alison Steadman, Eileen McCallum, Stella Moray                                                   | Primeiro beijo lésbico na TV inglesa                                                                                               |
| Gokushiteki Erosu: Renka 1974 (極私的エロス 恋歌1974) | Kazuo Hara                       | Japão                             | Documentário                        | Kazuo Hara, Miyuki Takeda, Sachiko Kobayashi                                                                   | [ 23 ] |
| La governante                                         | Giovanni Grimaldi                | Itália                            | Comédia, Drama, Romance             | Turi Ferro, Martine Brochard, Paola Quattrini, Pino Caruso, Agostina Belli, Vittorio Caprioli                  | Uma família tradicional contrata uma empregada lésbica                                                                             |
| Isla de Los Hombres Solos                             | René Cardona                     | México                            | Drama                               | Mario Almada, Eric del Castillo, Wolf Ruvinskis, Alejandro Ciangherotti Jr.                                    | Um homem é aprisionado em uma ilha por 20 anos                                                                                     |
| Il était une Fois dans L'est                          | André Brassard                   | Canadá                            | Drama                               | Denise Filiatrault, Michelle Rossignol, Frédérique Collin, Sophie Clément, André Montmorency, Amulette Garneau | Sobre a vida gay em Montreal |
| Je, tu, il, elle                                      | Chantal Akerman                  | Bélgica, França                   | Comédia, Drama                      | Chantal Akerman, Niels Arestrup, Claire Wauthion                                                               | |
| Lesviakos Avgoustos                                   | Erricos Andreou                  | Grécia                            | Romance, Crime, Mistério            | Katia Dandoulaki, Rena Kosmidou, Giorgos Hristodoulou, Joanna Papa, Yannis Papathanasis                        | Uma jovem tem um caso com sua madrasta, mas um pescador se intromete no relacionamento                                             |
| Let Me Die a Woman                                    | Doris Wishman                    | EUA                               | Documentário                        | Dr. Leo Wollman, Deborah Hartin, Lisa Carmelle, Frank Pizzo, Carol Sands, Billy Kelman                         | Ganhou notoriedade por mostrar cenas reais de uma cirurgia de redesignação sexual                                                  |
| Lolo Mégalo Blessé en Son Honneur                     | Lionel Soukaz                    | França                            | Curta                               | Lionel Soukaz                                                                                                  | [ 29 ] |
| Mi hijo no es lo que parece                           | Angelino Fons                    | Espanha                           | Comédia, Musical                    | Celia Gámez, Esperanza Roy, Jorge Lago, José Sazatornil, Tony Soler, Eloy Arenas                               | trad. Meu filho não é o que parece.                                                                                                |
| Miss O’Gynie et les hommes fleurs                     | Samy Pavel                       | França                            | Drama, Erótico                      | Martine Kelly, Richard Leduc, Niels Arestrup, Gino Da Ronch, Thy-My Pecquet, Maurice Potelle                   | Um casal gay vivem pacatamente em um vilarejo, mas a ex-namorada de um deles chega para separá-los                                 |
| Montreal Main                                         | Frank Vitale                     | Canadá                            | Drama                               | Frank Vitale, Stephen Lack, Peter Brawley, Allan Moyle, John Sutherland, Jackie Holden                         | Uma autobiografia sobre a sexualidade masculina centrada em um homem                                                               |
| Nudes: A Sketchbook                                   | Curt McDowell                    | EUA                               | Curta                               | Mark Ellinger, Virginia Giritlian, Michelle Gross, George Kuchar, Mike Kuchar, Barbara Linkevitch              | Uma série de esquetes ilustrando fantasias sexuais                                                                                 |
| Number 96                                             | Peter Bernardos                  | Austrália                         | Comédia                             | Johnny Lockwood, Philippa Baker, Gordon McDougall, Sheila Kennelly, Pat McDonald, Ron Shand                    | Continuação cinemática da série homônima de 1972, que tinha o primeiro personagem gay regular, um personagem trans, e um beijo gay |
| Odio mi cuerpo                                        | Leon Klimovsky                   | Chile                             | Ficção Científica, Drama            | Alexandra Bastedo, Narciso Ibáñez Menta, Gemma Cuervo, Manuel Zarzo, Eva León, Manuel de Blas                  | Um engenheiro tem seu cérebro transplantado para o corpo de uma mulher                                                             |
| La Paloma                                             | Daniel Schmid                    | Suíça                             | Drama                               | Ingrid Caven, Peter Kern, Peter Chatel, Bulle Ogier                                                            | Baseado no romance homônimo do romance La dame aux camélias de Alexandre Dumas                                                     |
| Una Pareja Distinta                                   | José María Forqué                | Espanha                           | Comédia                             | Lina Morgan, José Luis López Vázquez, Alicia Tomás, Ismael Merlo, Manuel Díaz González, Emilio Laguna          | Uma drag queen se apaixona por uma mulher barbada de um circo que é mãe solteira                                                   |
| Passing Strangers                                     | Arthur J. Bressan, Jr.           | EUA                               | Erótico                             | Robert Adams, Arthur J. Bressan, Jr., Robert Carnagey                                                          | Dois jovens se conhecem através de um anúncio no jornal                                                                            |
| Penda’s Fen                                           | Alan Clarke                      | Reino Unido                       | Fantasia, Terror, Drama             | Spencer Banks, John Atkinson, Georgine Anderson, Ron Smerczak, Ian Hogg, Jennie Heslewood                      | Depois de uma série de encontros com anjos e demônios, o filho de um pastor começa a questionar sua sexualidade                    |
| Les Possédées du diable                               | Jesús Franco                     | França                            | Erótico, Terror                     | Pamela Stanford, Guy Delorme, Lina Romay, Jacqueline Laurent, Richard Bigotini, Catherine Lafferière           | Vinte anos depois de seduzir um empresário, uma mulher demoníaca retorna para conquistar a filha dele                              |
| Rainha Diaba                                          | Antonio Carlos Fontoura          | Brasil                            | Drama                               | Milton Gonçalves, Odete Lara, Stepan Nercessian, Nelson Xavier, Wilson Grey, Lutero Luiz                       | |
| Regard de ma fenêtre                                  | Ahmet Kut                        | França                            | Curta, Experimental                 | Ahmet Kut | [ 41 ] |
| Score                                                 | Radley Metzger                   | EUA, Iugoslávia                   | Romance, Erótico                    | Calvin Culver, Carl Parker, Claire Wilbur, Gerald Grant, Lynn Lowry                                            | Um dos primeiros filmes a explorar a bissexualidade                                                                                |
| Seijû Gakuen (聖獣学園’)                              | Norifumi Suzuki                  | Japão                             | Drama, Suspense, Erótico            | Yumi Takigawa, Emiko Yamauchi, Yayoi Watanabe, Ryouko Ima, Hachiro Tako                                        | Depois da morte misteriosa de sua mãe, uma jovem entra para um convento para descobrir o que aconteceu                             |
| O Sexo das Bonecas                                    | Carlos Imperial                  | Brasil                            | Drama, Erótico                      | Arlete Salles, Mário Gomes, Nestor de Montemar, Aérton Perlingeiro, Carlos Imperial, Henriqueta Brieba         | |
| Supermarkt                                            | Roland Klick                     | Alemanha Ocidental                | Crime, Drama                        | Charly Wierczejewski, Eva Mattes, Michael Degen, Hans-Michael Rehberg, Walter Kohut, Witta Pohl                | [ 44 ] |
| Symptoms                                              | José Ramón Larraz                | Bélgica, Reino Unido              | Terror                              | Angela Pleasence, Peter Vaughan, Lorna Heilbron, Ronald O'Neil, Nancy Nevinson, Marie-Paule Mailleux           | Uma mulher vai morar com a amiga em uma mansão no campo, mas nada é o que parece                                                   |
| La tregua                                             | Sergio Renán                     | Argentina                         | Drama, Romance                      | Héctor Alterio, Luis Brandoni, Ana María Picchio, Marilina Ross, Oscar Martínez                                | |
| Tout le Monde Il en a Deux                            | Jean Rollin                      | França                            | Comédia, Erótico                    | Joëlle Coeur, Marie-France Morel, Brigitte Borghese, Annie Belle, Jean-Paul Hazy, Agnès Lemercier              | [ 46 ] |
| Vampyres                                              | José Ramón Larraz                | Reino Unido                       | Erótico, Terror                     | Marianne Morris, Anulka Dziubinska, Murray Brown, Brian Deacon, Gerald Case, Bessie Love                       | Um casal de lésbicas mortas em um ataque homofóbico retornam como vampiras                                                         |
| A Very Natural Thing                                  | Christopher Larkin               | EUA                               | Drama                               | Robert Joel, Curt Gareth, Bo White, Anthony McKay, Marilyn Meyers, Jay Pierce                                  | [ 48 ] |
| Vild på sex                                           | Joseph W. Sarno                  | Suécia, Alemanha Ocidental, Suíça | Erótico                             | Marie Forså, Nadia Henkowa, Anke Syring, Ines André, Birgit Zamulo, Françoise Suehrer                          | Uma adolescente vai morar com sua tia e é seduzida por lésbicas                                                                    |
| Virilità                                              | Paolo Cavara                     | Itália                            | Comédia                             | Turi Ferro, Agostina Belli, Marc Porel, Anna Bonaiuto, Geraldine Hooper, Tuccio Musumeci                       | trad. A Virilidade Um homem duvida da masculinidade do filho quando ele aparece com uma namorada andrógena                         |
| Violência e Paixão                                    | Luchino Visconti                 | Itália, França                    | Drama                               | Burt Lancaster, Helmut Berger, Silvana Mangano, Claudia Marsani, Stefano Patrizi, Elvira Cortese               | |
| Zeroka No Onna: Akai Wappa (0課の女 赤い手錠)         | Yukio Noda                       | Japão                             | Ação, Suspense, Drama               | Miki Sugimoto, Eiji Gô, Tetsurô Tanba, Hideo Murota, Yôko Mihara                                               | Quando a filha de um político é raptada por uma gangue, uma ex-policial é solta da cadeia e deve resgatá-la                        |